# Campeonato Mundial de Tiro al Blanco Móvil de 1973
El III Campeonato Mundial de Tiro al Blanco Móvil se celebró en Melbourne (Australia) en el año 1973 bajo la organización de la Federación Internacional de Tiro Deportivo (ISSF) y la Federación Australiana de Tiro Deportivo. Paralelamente se celebró el XV Campeonato Mundial de Tiro al Plato.

## Resultados

### Masculino
| Evento                            | Oro                             | Plata                           | Bronce                                   |
| --------------------------------- | ------------------------------- | ------------------------------- | ---------------------------------------- |
| Blanco móvil 50 m                 | Alexandr Kediarov URSS 567 pts. | Valeri Postoyanov URSS 566 pts. | Helmut Bellingrodt · Colombia · 566 pts. |
| Blanco móvil 50 m (equipos)       | URSS 1496                       | Suecia · 1458                   | Estados Unidos 1450                      |
| Blanco móvil mixto 50 m           | Valeri Postoyanov URSS 383      | Alexandr Kediarov URSS 382      | Helmut Bellingrodt · Colombia · 378      |
| Blanco móvil mixto 50 m (equipos) | URSS 1512                       | Suecia · 1476                   | Estados Unidos 1443                      |

## Medallero
| Núm. | País           | Oro | Plata | Bronce | Total |
| ---- | -------------- | --- | ----- | ------ | ----- |
| 1    | URSS           | 4   | 2     | 0      | 6     |
| 2    | Suecia         | 0   | 2     | 0      | 2     |
| 3    | Colombia       | 0   | 0     | 2      | 2     |
|      | Estados Unidos | 0   | 0     | 2      | 2     |
|      | TOTAL          | 4   | 4     | 4      | 12    |